# Hakone Open-Air Museum
Hakone Open-Air Museum è stato il primo museo all'aperto di sculture aperto in Giappone, nel 1969 nel distretto di Ashigarashimo, nella prefettura di Kanagawa.
Su di una superficie di 70 ettari, in parte con edifici al coperto, sono esposte più di mille opere di artisti giapponesi ed occidentali, del XIX e del XX secolo.
Nel 1984 è stato aperto il Padiglione Picasso per ospitarvi 300 opere dell'artista.
Ugualmente importante è la sezione dedicata ad Henry Moore, con sue 36 opere.

## Alcuni artisti

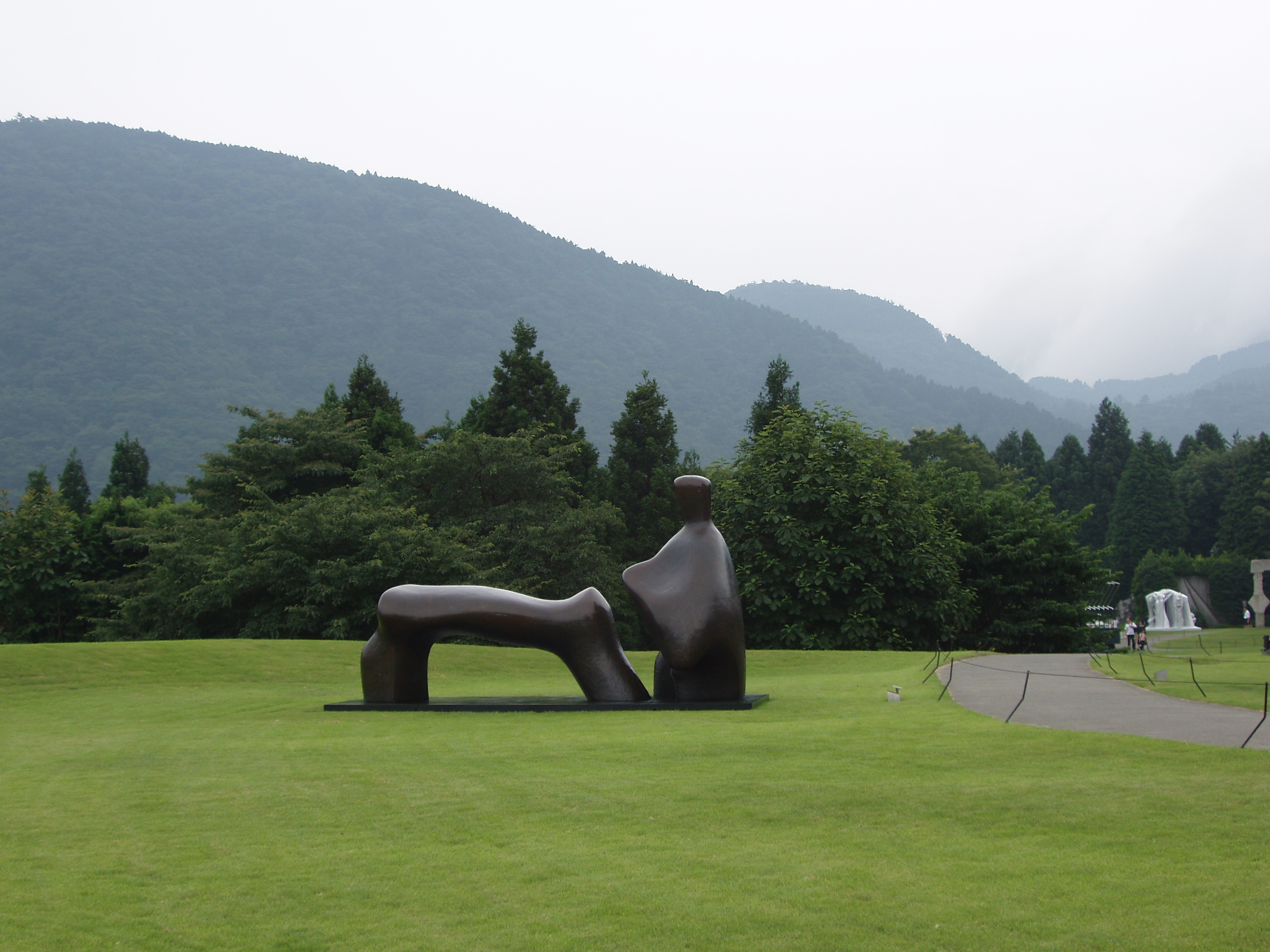
Hakone, museo all'aperto

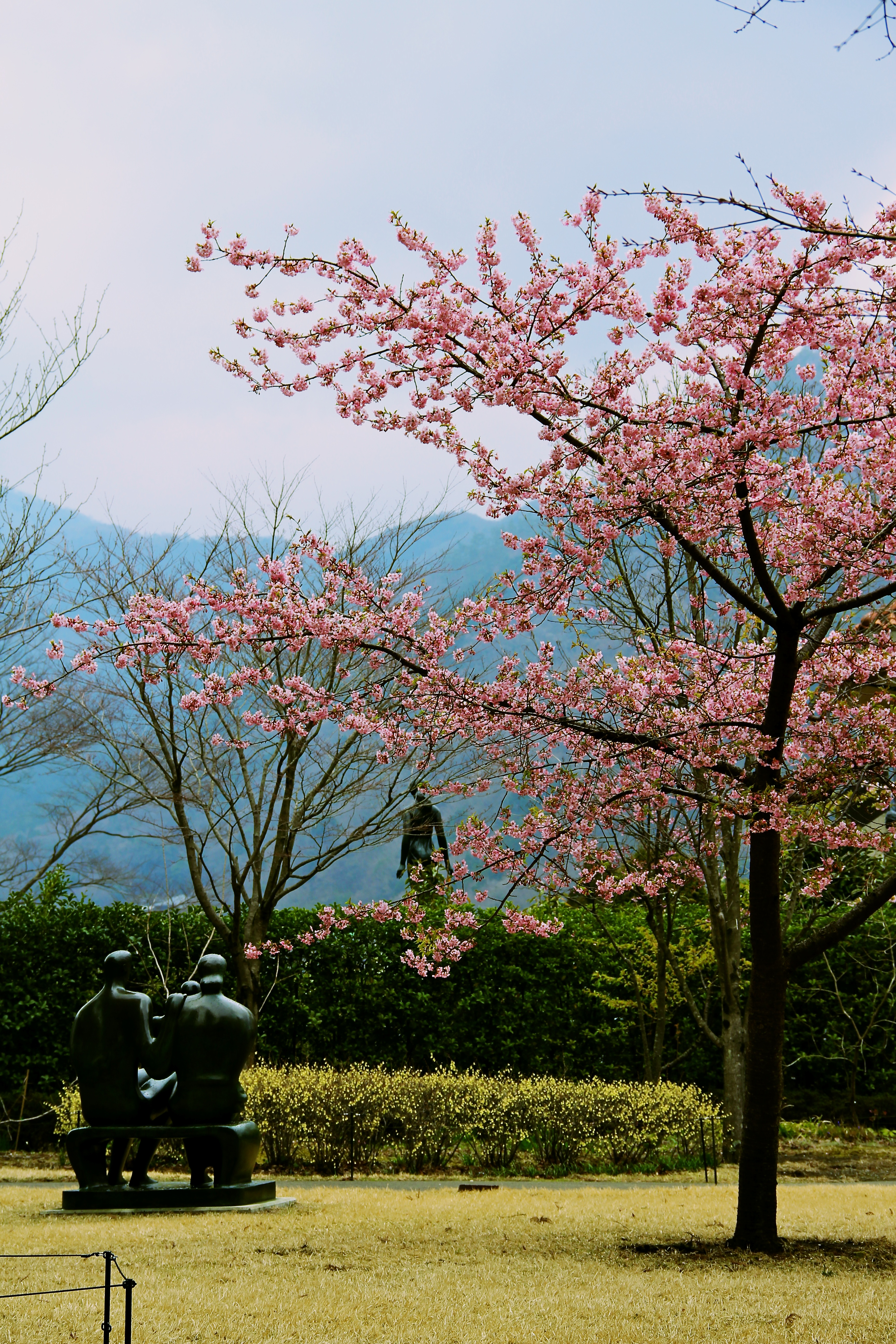

- Hans Aeschbacher
- Émile-Antoine Bourdelle
- Alexander Calder
- Pericle Fazzini
- Naum Gabo
- Bukichi Inoue
- Phillip King
- Carl Milles
- Joan Miró
- Yasuo Mizui
- Henry Moore
- Kyoji Nagatani
- Pablo Picasso
- Antoine Poncet
- Auguste Rodin
- Niki de Saint Phalle
- Emilio Greco

## Galleria d'immagini

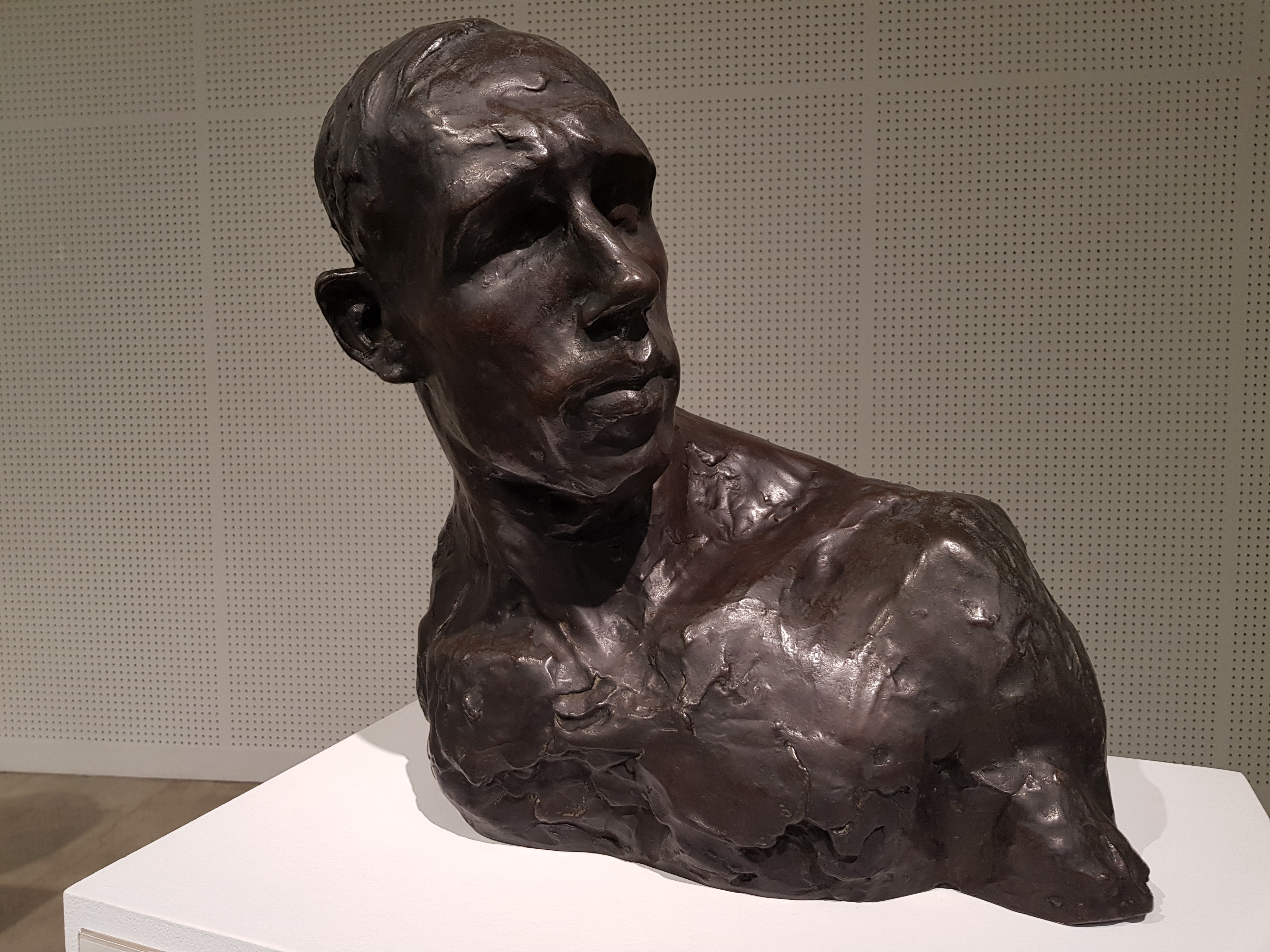
Ogiwara Rokuzan Minatore (1907)
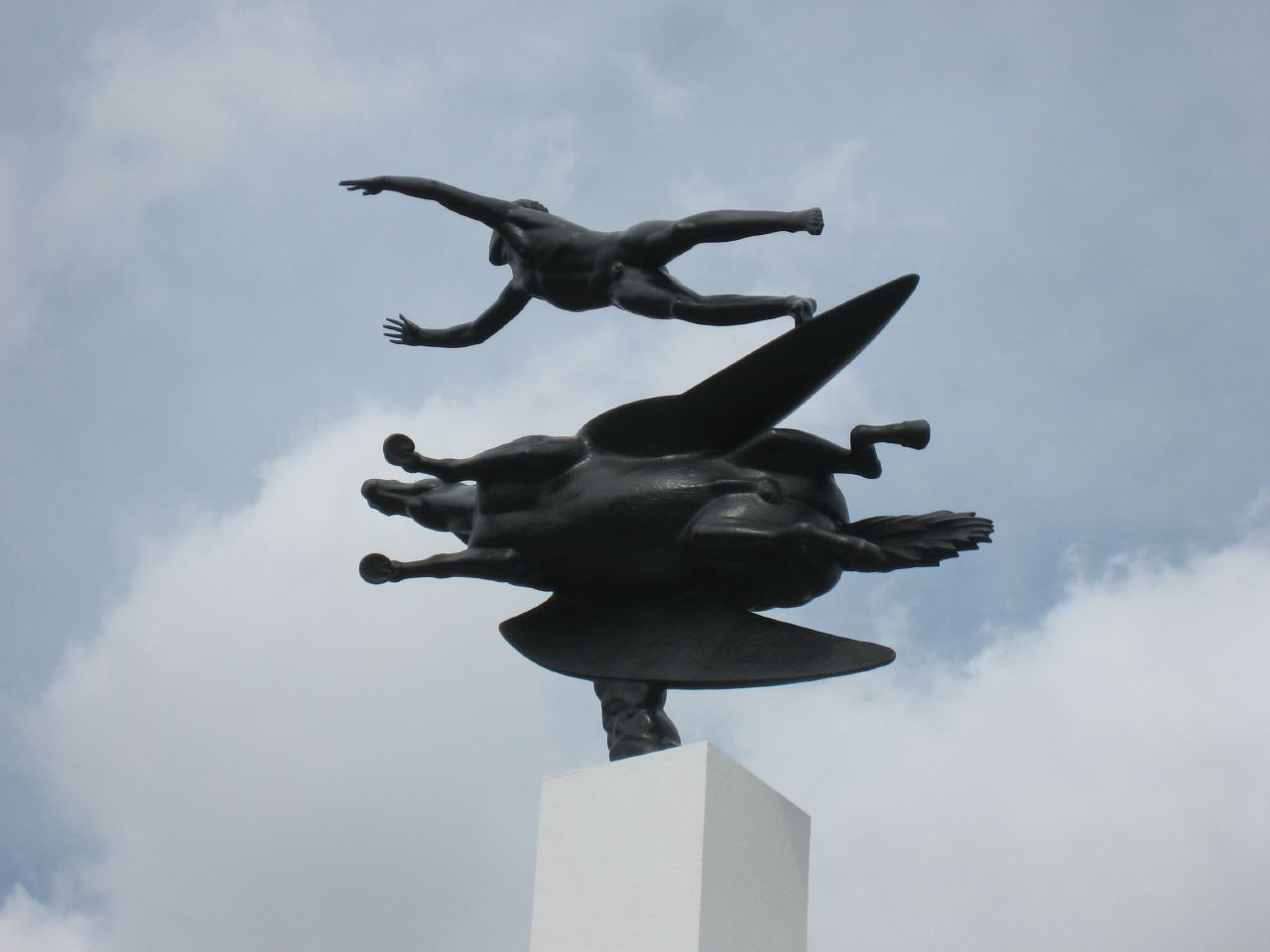
Carl Milles Uomo e Pegaso
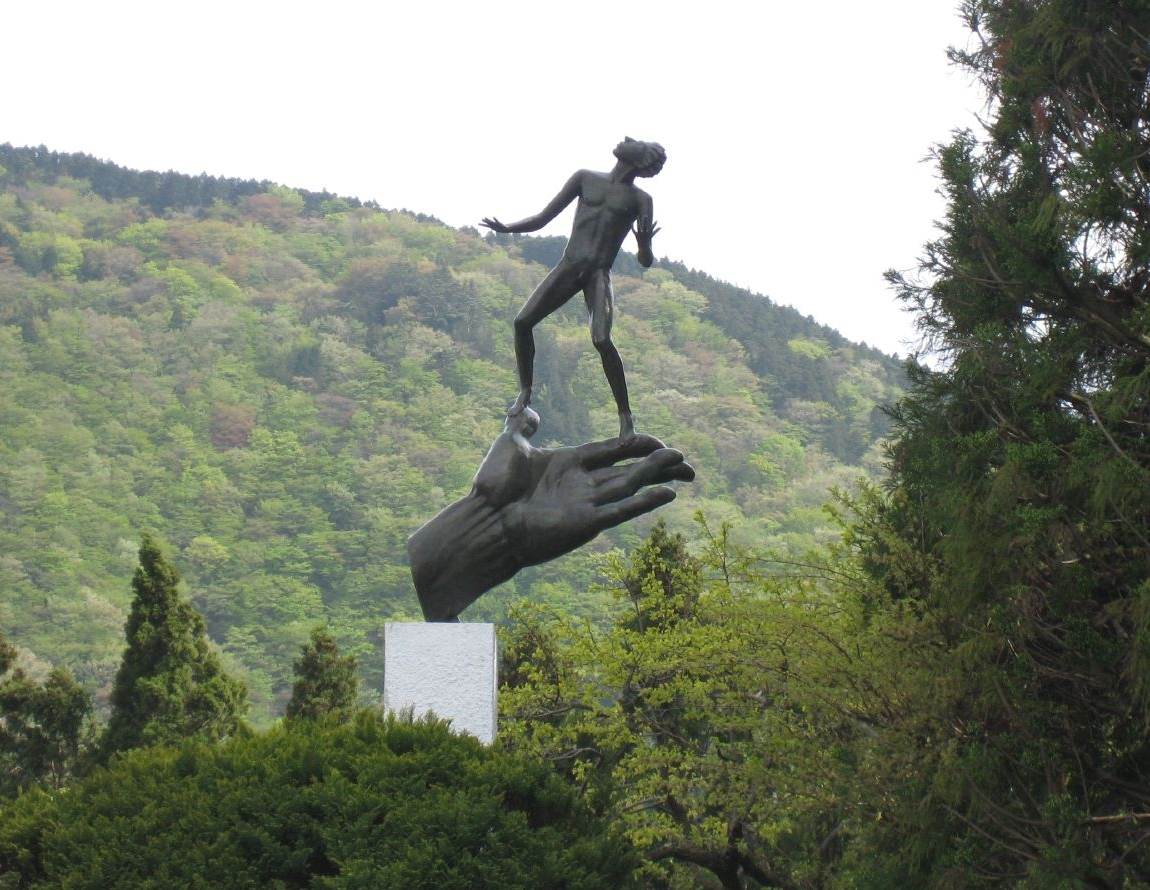
Carl Milles La mano di Dio
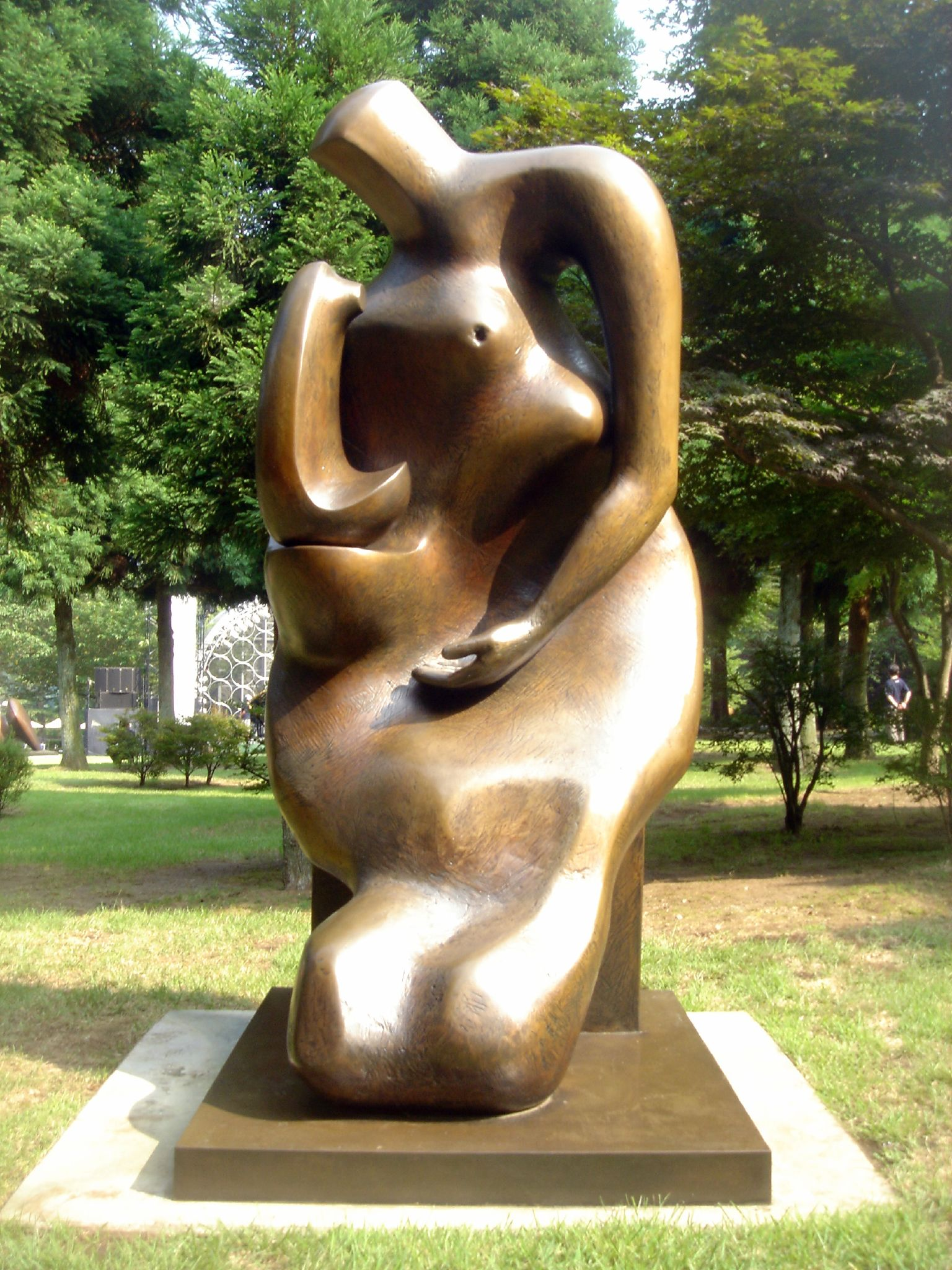
Henry Moore Scultura
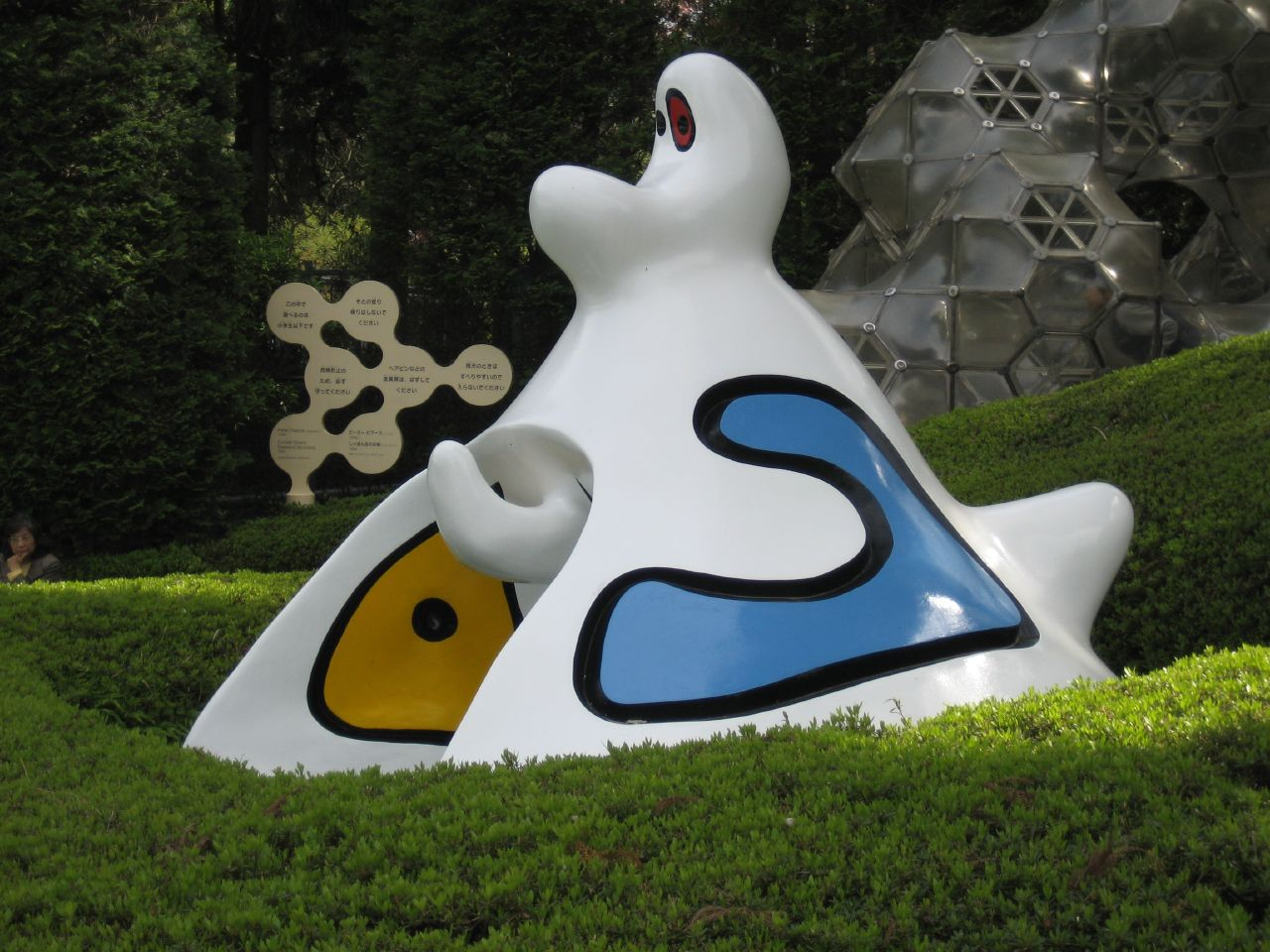
Joan Miró Personaggio (1972)